# Trópico de sangre
Trópico de sangre es una película dramático-biográfica de 2010 sobre la vida de las hermanas Mirabal, asesinadas el 25 de noviembre de 1960. La película estuvo dirigida por Juan Delancer y tuvo la participación especial de Dedé Mirabal, la única hermana que no fue asesinada.

## Sinopsis
La película se enfoca en Minerva Mirabal (interpretada por Michelle Rodriguez) y cuenta la verdadera historia de como ella y sus hermanas fueron a representar la mayor amenaza para el dictador Rafael Trujillo (interpretado por Juan Fernández) y su régimen. Las Hermanas Mirabal participaron en un movimiento clandestino en contra del gobierno. Fueron asesinadas en 1960 por hombres bajo la instrucción del Régimen Trujillo según Pupo Roman, aunque hicieron pasar sus muertes como un accidente automovilístico.
Algunos ciudadanos se indignaron y meses después, Trujillo fue asesinado por una emboscada dirigida por Antonio de la Maza (interpretado por César Évora). Antonio de la Maza fue asesinado, a su vez por una ventaja de escuadrones de la muerte de Ramfis Trujillo.

## Elenco
- Michelle Rodriguez como Minerva Mirabal.
- Juan Fernández como Rafael Leónidas Trujillo.
- César Évora como Antonio de la Maza.
- Claudette Lali como Emilia Bencosme.
- Sergio Carlo como Manolo Tavárez Justo.
- Sharlene Taule como María Teresa Mirabal.
- Liche Ariza como Tomas Ovando.
- Celinés Toribio como Dedé Mirabal.
- Luchy Estévez como Patria Mirabal.
- Héctor Then como Padre Luis Peña González.

## Curiosidades
- La película debutó en el New York International Latino Film Festival el 29 de julio de 2009.[1]
- La hermana sobreviviente, Dedé Mirabal, participó en la producción de la película, fue interpretada por la actriz Celinés Toribio.

## Controversias
En julio de 2008, el presidente de la Fundación Minerva Mirabal, Carlos Leiter, criticó públicamente la película, en concreto la participación de la actriz Michelle Rodriguez, debido a sus problemas legales pasados. Leiter amenazó con demandar a Rodríguez y sus compañeros de producción, citando el uso ilegal del nombre de Mirabal, a menos que las organizaciones de caridad de su elección, incluso del propio, les cediera todos los ingresos, incluyendo todo el sueldo personal de Rodríguez.